# Littlebeck (North Yorkshire)
Littlebeck – osada w Anglii, w hrabstwie North Yorkshire. Leży 60 km na północny wschód od miasta York i 327 km na północ od Londynu.